# Anna Brenko
Anna Alekseyevna Chelishcheva (Vladímir, Rusia, 7 de abril de 1848-Moscú, 15 de noviembre de 1934), más conocida por su nombre artístico Anna Brenko, fue una actriz de teatro rusa.

## Vida
Comenzó a actuar en San Petersburgo, en el teatro Maly, donde también actuaba Sofia Akimova. Fueron famosas sus interpretaciones en las obras de William Shakespeare y Aleksandr Ostrovsky. Durante la Revolución de Octubre de 1917 se alistó en el Ejército Rojo para entretener a los soldados representando obras de teatro.